# سليمان فال
سليمان فال (بالفرنسية: Souleymane Fall)‏ (19 يونيو 1969 بداكار في السنغال - ) هو لاعب كرة قدم سنغالي في مركز الدفاع. لعب مع نادي سبارتاك ترنافا وFK Slovan Levice ‏ وMFK Zemplín Michalovce ‏.

## وصلات خارجية
- سليمان فال على موقع قاعدة بيانات كرة القدم.إي يو (الإنجليزية)